# 세라 버크

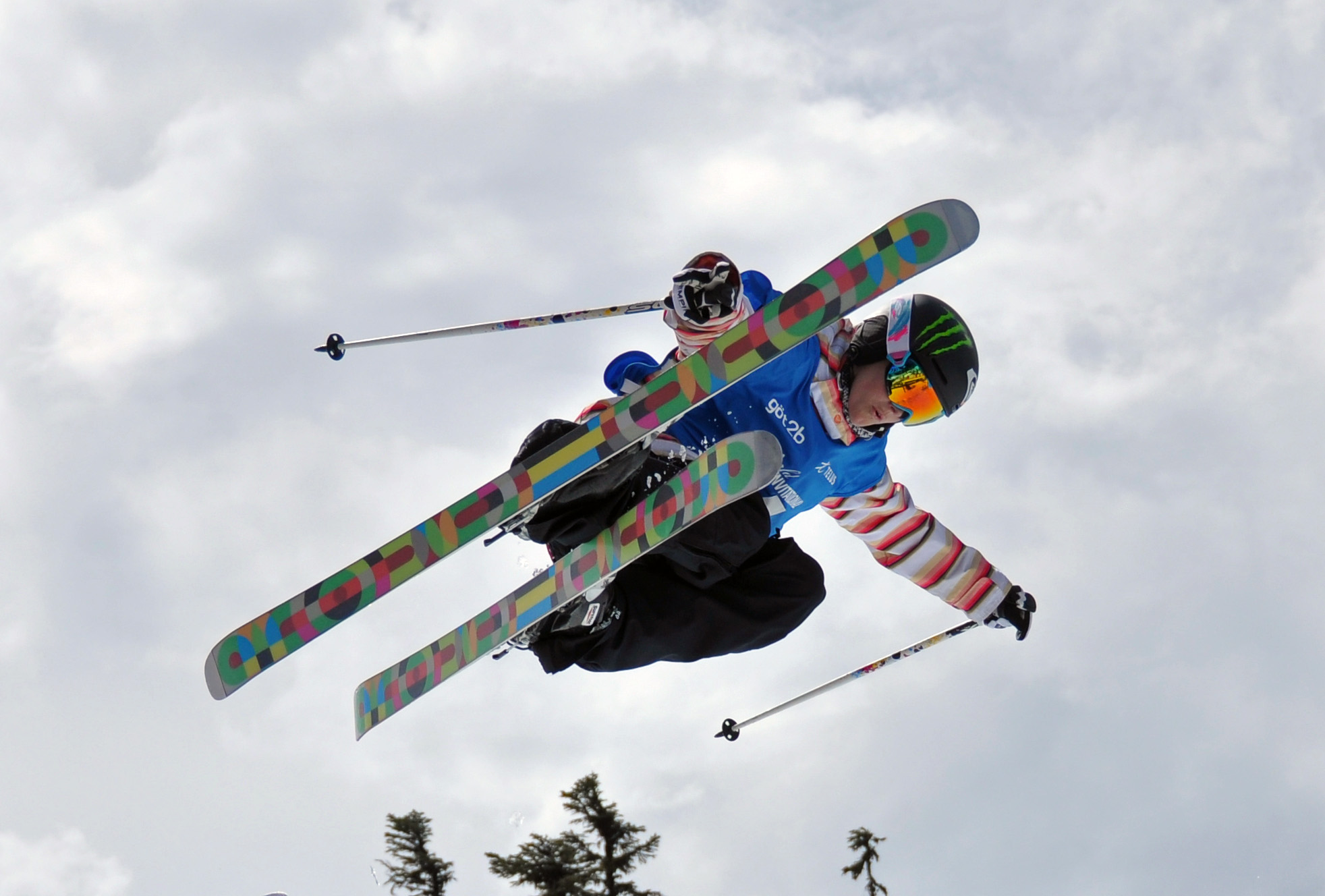
세라 진 버크

세라 진 버크(영어: Sarah Jean Burke, 1982년 9월 3일 ~ 2012년 1월 19일)는 캐나다의 프리스타일 스키 선수이다.
2005년 FIS 프리스타일 스키 세계 선수권 대회에서 하프파이프 종목에서 우승을 차지했으며, 윈터 X 게임에서 네 차례 우승한 바 있다. 2014년 동계 올림픽에 시범종목으로 채택된 프리스타일 스키의 유력한 우승 후보로 손꼽히기도 했으나, 2012년 1월 11일 유타주의 한 훈련장에서 훈련을 하다 머리를 다쳐 혼수상태에 빠진 뒤 1월 19일 사망했다.